# Ново-Окатово
Ново-Окатово — деревня в Тверской области, входит в состав Алфёровского сельского поселения Калязинского района.
Расположена на берегу реки Волги (Угличское водохранилище) в 11 км к юго-западу от Калязина, в 115 км к востоку от Твери и в 40 км к северо-востоку от города Кимры.
На севере и юге примыкает к лесному массиву. В 4 км к востоку от деревни находится ж.-д. платформа Новокатово на линии Москва — Сонково.

## История
В 1750 году Ново-Окатово приобрел И. А. Фонвизин, отец писателя Д. И. Фонвизина, где будущий писатель провёл детство. Ново-Окатово — родина декабриста, героя Отечественной войны 1812 года, генерал-майора М. А. Фонвизина (1787—1854), племянника писателя Фонвизина.
В 1989 году в деревне проживало 116 жителей, имелись дом отдыха «Фонвизино» (на месте усадьбы), медпункт, магазин, почтовое отделение. На пристани «Новоокатово» (дебаркадер) останавливались туристические теплоходы, на рейсовом «Метеоре» можно было добраться до районного и областного центров.
В настоящее время нет ни пристани, ни дома отдыха. Дачная деревня.